# Pella primorskyiana
Pella primorskyiana  (лат.) — вид мирмекофильных жуков-стафилинид рода Pella из трибы Lomechusini (подсемейство Aleocharinae).

## Распространение
Россия, Дальний Восток: Приморский край.

## Описание
Длина вытянутого тела 5,1 мм (бока субпараллельные), длина головы 1,53 мм, ширина головы 0,87 мм. Основная окраска коричневая и частично красно-коричневая (усики, ротовые органы, ноги и часть надкрылий и брюшных сегментов). Усики 11-члениковые. Голова фронтально округлая, с затылочным швом, без шеи. Длина глаз составляет 0,40 от ширины головы. Переднеспинка и надкрылья покрыты щетинками. Задние крылья развиты. Формула лапок (число члеников в передних, средних и задних ногах): 4—5—5. Лигула без щетинок, но с сенсиллами. Характерны мирмекофильные связи с муравьями, падальщики и хищники. Обнаружены в муравейниках Lasius fuji из подрода Dendrolasius. Вид был впервые описан в 2006 году японским колеоптерологом М. Мураямой (Munetoshi Maruyama; Department of Zoology, National Science Museum, Токио, Япония). Видовое название дано по месту нахождения.